# Secret of My Heart
"Secret of My Heart" là đĩa đơn thứ ba của Kuraki Mai được phát hành vào ngày 26 tháng 4 năm 2000.

## Danh sách bài hát
Tất cả lời bài hát được viết bởi Kuraki Mai.
| CD  | CD                                                        | CD         |
| STT | Nhan đề                                                   | Thời lượng |
| --- | --------------------------------------------------------- | ---------- |
| 1.  | "Secret of My Heart"                                      |            |
| 2.  | "This Is Your Life"                                       |            |
| 3.  | "Secret of My Heart: Runnin' Around at the "Village" Mix" |            |
| 4.  | "Secret of My Heart: Instrumental"                        |            |

## Bảng xếp hạng

### OriconSales Chart
| Phát hành           | Bảng xếp hạng                | Vị trí | Ngày/Tuần đầu | Tổng doanh số | Số tuần |
| ------------------- | ---------------------------- | ------ | ------------- | ------------- | ------- |
| 26 tháng 4 năm 2000 | Oricon Daily Singles Chart   |        |               |               |         |
| 26 tháng 4 năm 2000 | Oricon Weekly Singles Chart  | #2     | 410,550       | 968,980       | 16 tuần |
| 26 tháng 4 năm 2000 | Oricon Monthly Singles Chart |        |               |               |         |
| 26 tháng 4 năm 2000 | Oricon Yearly Singles Chart  | #16    |               | 968,980       |         |